# Piz Arblatsch
Il Piz Arblatsch (3.203 m s.l.m.) è una montagna delle Alpi del Platta nelle Alpi Retiche occidentali. Si trova in Svizzera (Canton Grigioni).

## Descrizione
La montagna si trova tra la Val Faller e la Val Curtegns ed è collocata a nord del più alto Piz Forbesch. Interessa il comune di Surses.